# Infanterie-Division Matterstock
Die Infanterie-Division Matterstock war eine deutsche Infanterie-Division des Heeres im Zweiten Weltkrieg.

## Geschichte
Die Division wurde nach ihrem Kommandeur Generalleutnant Otto Matterstock benannt und Anfang Februar 1945 zur Besetzung der Oderstellung aufgestellt. Hierzu wurden in der Nähe verfügbare Einheiten u. a. aus Ausbildungseinrichtungen der Wehrmacht und Resten anderer Verbände, sowohl Alarmbataillone als auch Volkssturmeinheiten, schnell zusammengezogen. Die Zuordnung der Division erfolgte zur 4. Panzerarmee und der Heeresgruppe Mitte. Die Division bestand aus drei Regimentern.
Die Division nahm an der Niederschlesischen Operation teil und war an den schweren Kämpfen um die Stadt Guben beteiligt, wohin sie sich zurückgezogen hatte. Der Großverband wurde endgültig bei Kämpfen mit der Roten Armee in der Lausitz im April 1945 zerschlagen. Die verbliebenen Einheiten wurden anderen Verbänden der Heeresgruppe Mitte zugewiesen.

## Gliederung
- Regiment Otwarka
  - Grenadier-Ersatz-Bataillon 122
  - Grenadier-Ersatz-Bataillon 128
  - Alarm-Bataillon
  - Volkssturm-Bataillon
- Regiment Teermann
  - zwei Alarm-Bataillone
- Grenadier-Ersatz-Regiment 533
  - Festungs-Infanterie-Bataillon
  - Landesschützen-Ausbildungs-Bataillon 3
  - Pionier-Ersatz-Bataillon 3
  - Alarm-Bataillon
  - vier Volkssturm-Bataillone